# 反刪除
反刪除是指文件系统中電腦檔案被删除後，恢復被刪除的電腦檔案的功能。许多文件系统都能恢復被删除的数据，但并不是所有的文件系统都能提供反删除功能 。恢复並非因刪除原因而無法讀取的数据通常被称为資料恢復。反刪除可以帮助用户找回意外刪除的数据，也可以构成计算机安全风险，因为用户可能没有意识到被删除的文件仍然可以访问。